# Omoa (ort i Honduras, Departamento de Cortés, lat 15,77, long -88,03)
Omoa är en ort i Honduras.   Den ligger i departementet Departamento de Cortés, i den nordvästra delen av landet, 210 km norr om huvudstaden Tegucigalpa. Omoa ligger 54 meter över havet och antalet invånare är 4 763.
Terrängen runt Omoa är kuperad åt sydost, men norrut är den platt. Havet är nära Omoa åt nordväst. Runt Omoa är det ganska tätbefolkat, med 104 invånare per kvadratkilometer. Närmaste större samhälle är Puerto Cortés, 15,7 km nordost om Omoa. 